# Прожурська Лука
42°43′ пн. ш. 17°38′ сх. д. / 42.72° пн. ш. 17.64° сх. д.
Прожурська Лука (хорв. Prožurska Luka) — населений пункт у Хорватії, у Дубровницько-Неретванській жупанії у складі громади Млєт.

## Населення
Населення за даними перепису 2011 року становило 40 осіб.
Динаміка чисельності населення поселення: